# Sdružené židovské strany
Sdružené židovské strany (německy Vereinigten jüdischen Parteien) byla židovská sionistická kandidátní listina, která v prvorepublikovém Československu nastoupila do parlamentních voleb v roce 1920. Později během 20. let 20. století se z ní vyvinula Židovská strana.

## Dějiny
Už 22. října 1918 vznikla Národní rada židovská jako střechová organizace národně orientovaných Židů. Její členové v prvních měsících existence československého státu vyjednávali s českou politickou elitou. Výraznými tématy Národní rady židovské bylo uznání židovské národnosti v nadcházejícím sčítání lidu, ochrana práv Židů a boj proti antisemitismu. Velký důraz kladla i na nastavení volebního systému tak, aby i židovská národnostní menšina v Československu mohla vstoupit do volebního boje.
Sionistické a národně židovské kandidátní listiny se utkaly o voličské hlasy již během komunálních voleb roku 1919. Teprve před parlamentními volbami v roce 1920 ovšem došlo k ustavení celostátní kandidátní listiny, volně napojené na sionistickou organizaci. Sdružené židovské strany získaly ve volbách v Československu celkem 80 000 hlasů. Vzhledem k nastavení volebního systému, který favorizoval územně soustředěné politické formace, ale nezískala mandát v Národním shromáždění. Zatímco Maďarská zemská strana malorolnická a zemědělská obdržela jen přes 26 000 hlasů, ale měla 1 mandát. Její hlasy totiž byly soustředěny do jihoslovenských regionů, na rozdíl od Sdružených židovských stran, které měly drobná voličská zázemí ve všech volebních krajích (na Podkarpatské Rusi s početným židovským elektorátem se navíc v těchto volbách ještě nevolilo). Dalším důvodem volebního neúspěchu židovské kandidátní listiny byla nejednotnost samotných Židů. Sionistická levice (hnutí Poalej Cijon) ve volbách podpořila Československou sociálně demokratickou stranou dělnickou a její radikálněji marxistická část se pak podílela na vzniku Komunistické strany Československa.
Dva týdny po neúspěšných volbách se představitelé Národní rady židovské (Ludvík Singer a Max Brod) sešli s prezidentem Tomášem Garriguem Masarykem a snažili se ho přesvědčit, zda by bylo možné ex post přidělit v parlamentu několik křesel této straně. Masaryk se vyjádřil vstřícně, ale k realizaci plánu nedošlo. Po volbách pak aktivita Sdružených židovských stran utichala. Navíc musela řešit vlastní vztahy se sionistickou organizací, jejíž předseda v ČSR Josef Rufeisen měl odlišné představy o prioritách židovské politiky v Československu. V následujících parlamentních volbách v roce 1925 pak sionističtí Židé kandidovali (opět neúspěšně) pod jménem Židovská strana, která již zůstala trvalejší formací a postupně se organizačně prohlubovala a koncem 20. let v parlamentních volbách v roce 1929 dosáhla na parlamentní křesla.

## Volební výsledky
- 1920: Sdružené židovské strany, 79 000 hlasů, 1,3 %, bez mandátu